# Minas de Ferro de Torre de Moncorvo
As minas de ferro de Torre de Moncorvo, ficam situadas no concelho de Torre de Moncorvo, em Portugal.

## História
As minas foram objeto de exploração primitiva desde a Idade do Ferro até ao fim do século XVIII.
A primeira experiência de exploração proto-industrial decorreu na década de 1790 e, a partir dos anos 70 do século XIX, renovou-se o interesse pelas concessões mineiras de Moncorvo, chegando-se a registar 35 concessões. Em 1897 a maioria das concessões foi adquirida pela Companhia Syndicat Franco-Iberique, que deu início a «trabalhos de prospecção metódica e sistemática com 1396 análises químicas».
Entre 1930 e 1934 foram abertas galerias na Mua, tendo sido extraídas 15.279 toneladas de minério, conforme registo do Boletim de Minas. Os trabalhos de prospeção e exploração da Companhia Mineira de Moncorvo continuaram até 1942. Depois da II Guerra Mundial as concessões desta empresa alemã foram arroladas pelo Governo Português e, a partir de 1957, aquela Companhia passou a ser gerida pela Exploration & Bergba, do grupo Thyssen, assumindo a designação de Minacorvo, Lda.
Nesse ano foi construída a lavaria-piloto e, em 1976, a Minacorvo foi dissolvida e as suas concessões foram integradas na Ferrominas SARL, depois Ferrominas EP, terminando com a criação da EDM EP, a partir de 1986.
Entre 1951 e 1976 foram exportadas 1.796.535 toneladas de minério de ferro de Moncorvo.
As minas de ferro de Torre de Moncorvo foram a maior empregadora da região na década de 1950, chegando a empregar 1500 mineiros.
A exploração de minério foi suspensa em 1983, com a falência da Ferrominas.

## Reativação
As minas de ferro de Torre de Moncorvo estiveram 37 anos sem atividade depois da falência da Ferrominas, EP.
Nova concessão foi entregue à Aethel Mining (antiga MTI, Ferro de Moncorvo) em 2016.
A exploração mineira na região ganha novo fôlego em 2019, quando a empresa britânica Aethel Mining decidiu investir relevando a atratividade das minas, não só pelo seu valor económico mas também pela importância do seu projeto de sustentabilidade ambiental e social.
As atividades de exploração tiveram inicio no dia 19 de Junho de 2020 e a Aethel Mining estima que irá extrair cerca de 300 000 toneladas de ferro até ao final de 2020.